# تشارلز كوك (سياسي)
تشارلز كوك (بالإنجليزية: Charles Cook)‏ هو سياسي أمريكي، ولد في 20 نوفمبر 1800، وتوفي في 16 أكتوبر 1866. انتخب عضو مجلس ولاية نيويورك.